# Bénouville (Sena Marítim)
Bénouville és un municipi francès situat al departament del Sena Marítim i a la regió de Normandia. L'any 2007 tenia 119 habitants.

## Demografia

### Població
El 2007 la població de fet de Bénouville era de 119 persones. Hi havia 52 famílies de les quals 16 eren unipersonals (4 homes vivint sols i 12 dones vivint soles), 20 parelles sense fills i 16 parelles amb fills.
La població ha evolucionat segons el següent gràfic:
Habitants censats

### Habitatges
El 2007 hi havia 96 habitatges, 53 eren l'habitatge principal de la família, 40 eren segones residències i 2 estaven desocupats. 95 eren cases i 1 era un apartament. Dels 53 habitatges principals, 41 estaven ocupats pels seus propietaris, 10 estaven llogats i ocupats pels llogaters i 2 estaven cedits a títol gratuït; 3 tenien dues cambres, 11 en tenien tres, 14 en tenien quatre i 25 en tenien cinc o més. 36 habitatges disposaven pel capbaix d'una plaça de pàrquing. A 25 habitatges hi havia un automòbil i a 21 n'hi havia dos o més.

## Economia
El 2007 la població en edat de treballar era de 67 persones, 49 eren actives i 18 eren inactives. De les 49 persones actives 44 estaven ocupades (28 homes i 16 dones) i 5 estaven aturades (1 home i 4 dones). De les 18 persones inactives 4 estaven jubilades, 5 estaven estudiant i 9 estaven classificades com a «altres inactius».

### Ingressos
El 2009 a Bénouville hi havia 58 unitats fiscals que integraven 120 persones, la mediana anual d'ingressos fiscals per persona era de 17.211 €.

### Activitats econòmiques
Dels 4 establiments que hi havia el 2007, 1 era d'una empresa de construcció, 1 d'una empresa de comerç i reparació d'automòbils i 2 d'empreses de serveis.
L'únic servei als particulars que hi havia el 2009 era una lampisteria.
L'any 2000 a Bénouville hi havia 4 explotacions agrícoles que ocupaven un total de 380 hectàrees.

## Equipaments sanitaris i escolars
El 2009 hi havia una escola elemental integrada dins d'un grup escolar amb les comunes properes formant una escola dispersa.

## Poblacions més properes
El següent diagrama mostra les poblacions més properes.